# Oospila pallidaria
Oospila pallidaria es una especie de polilla perteneciente a la familia Geometridae, descrita por el entomólogo estadounidense William Schaus en 1897, con distribución en Brasil. Pertenece a un grupo de especies características morfológicas similares y que lleva el nombre de Oospila flavilimes.